# Hulk Hogan
Terry Gene Bollea (Augusta, 11 de agosto de 1953 — Clearwater, 24 de julho de 2025), mais conhecido por seu nome no ringue Hulk Hogan, foi um lutador de luta livre profissional, ator, apresentador, empresário e músico americano, amplamente considerado uma das maiores e mais influentes estrelas da história do entretenimento esportivo.
Sua popularidade estratosférica nos anos 1980, conhecida como "Hulkamania", catapultou a World Wrestling Federation (WWF, hoje WWE) de uma promoção regional para um fenômeno global, fundindo a luta livre com a cultura pop mainstream através da "Rock 'n' Wrestling Connection". No final dos anos 1990, ele se reinventou drasticamente como o vilão "Hollywood" Hulk Hogan, líder da facção antagonista New World Order (nWo) na World Championship Wrestling (WCW), um movimento que revitalizou sua carreira e impulsionou as "Monday Night Wars" (Guerras de Segunda à Noite) a patamares inéditos de audiência. Como principal estrela, ele encabeçou múltiplos pay-per-views em ambas as organizações, fechando os eventos anuais mais importantes da WWF e WCW – WrestleMania e Starrcade, respectivamente. Ele foi introduzido duas vezes no Hall da Fama da WWE: em 2005 por sua carreira individual e em 2020 como membro da nWo. A IGN descreveu Hogan como "a estrela de luta livre profissional mais reconhecida mundialmente e o lutador mais popular dos anos 80".
Sua carreira, no entanto, também foi marcada por controvérsias significativas, incluindo seu testemunho no escândalo de esteroides da WWF em 1994 e uma demissão temporária da WWE em 2015 devido a comentários racistas, antes de ser reintegrado em 2018. Fora do ringue, Hogan teve uma carreira notável na atuação, protagonizou o reality show Hogan Knows Best e esteve no centro de um processo judicial histórico contra o Gawker Media, que teve profundas implicações para o jornalismo e a privacidade.

## Início de carreira e treinamento

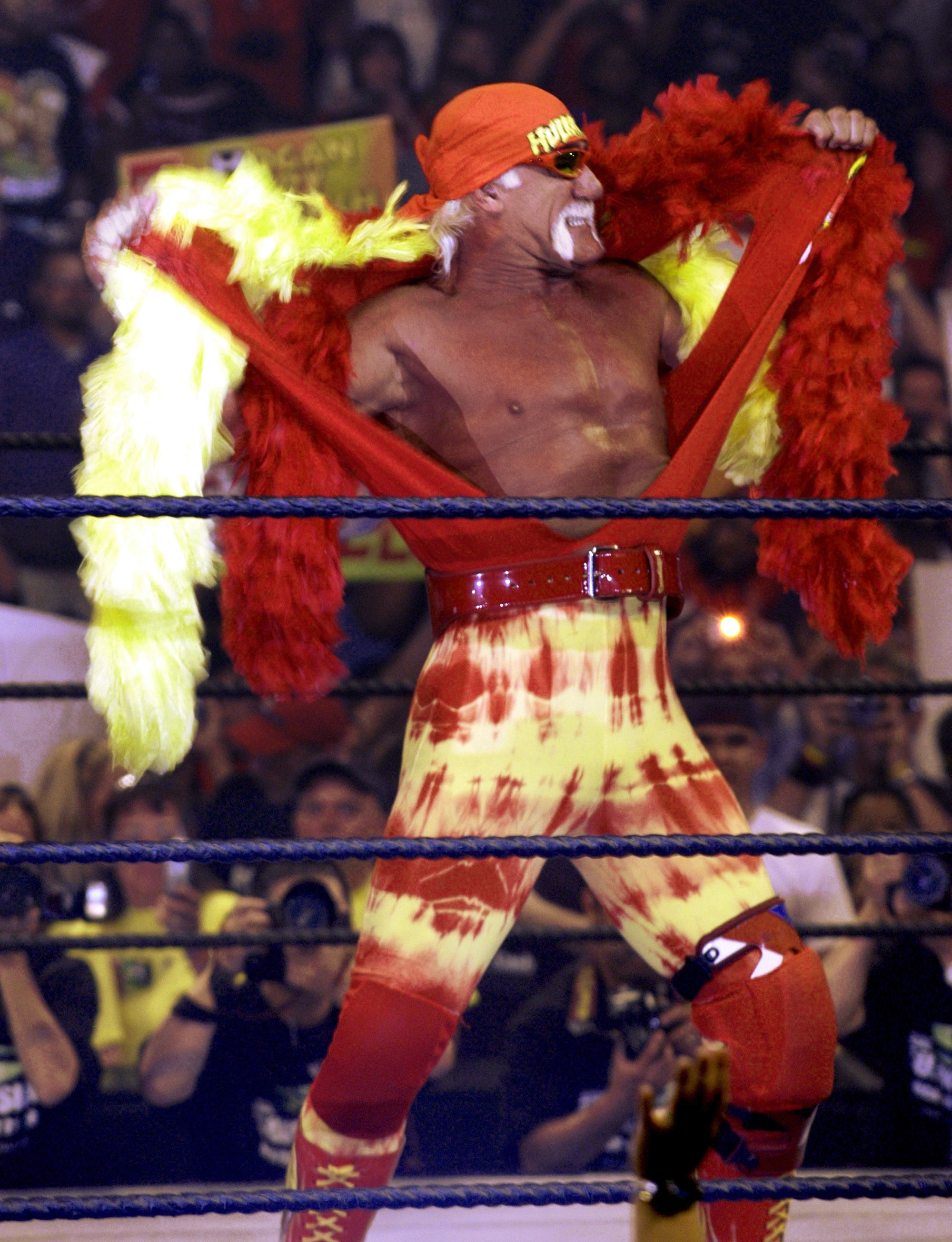
Hulk Hogan no SummerSlam 2005

Nascido Terry Gene Bollea, ele desde pequeno excedeu os padrões comuns, pesando 4,734 quilos à nascença. Durante a infância, assistiu às suas primeiras lutas de wrestling com seu pai, Pete, no Tampa Armory, pouco depois de sua família se ter mudado para a Flórida. Ele se dedicou à musculação durante a adolescência e, após estudar gestão e música na University of South Florida, decidiu perseguir uma carreira na luta livre.
Seu treinamento começou em 1974 sob a tutela do lendário e notoriamente rigoroso Hiro Matsuda. Em seu primeiro dia de treino, Matsuda quebrou a perna de Hogan para testar sua determinação, uma prática comum para afastar os menos dedicados. Hogan retornou assim que se recuperou, ganhando o respeito de seu mestre. Sua primeira luta profissional ocorreu em 1977 na Championship Wrestling from Florida. Nos seus primeiros anos, ele usou nomes como Terry Boulder e Sterling Golden, desenvolvendo sua persona e habilidades em promoções como a Continental Wrestling Association, onde formou uma dupla com Brutus Beefcake. Foi durante esse período que sua impressionante estatura chamou a atenção de Vince McMahon, Sr., o proprietário da World Wrestling Federation.

## Carreira profissional

### World Wrestling Federation (1979–1993)

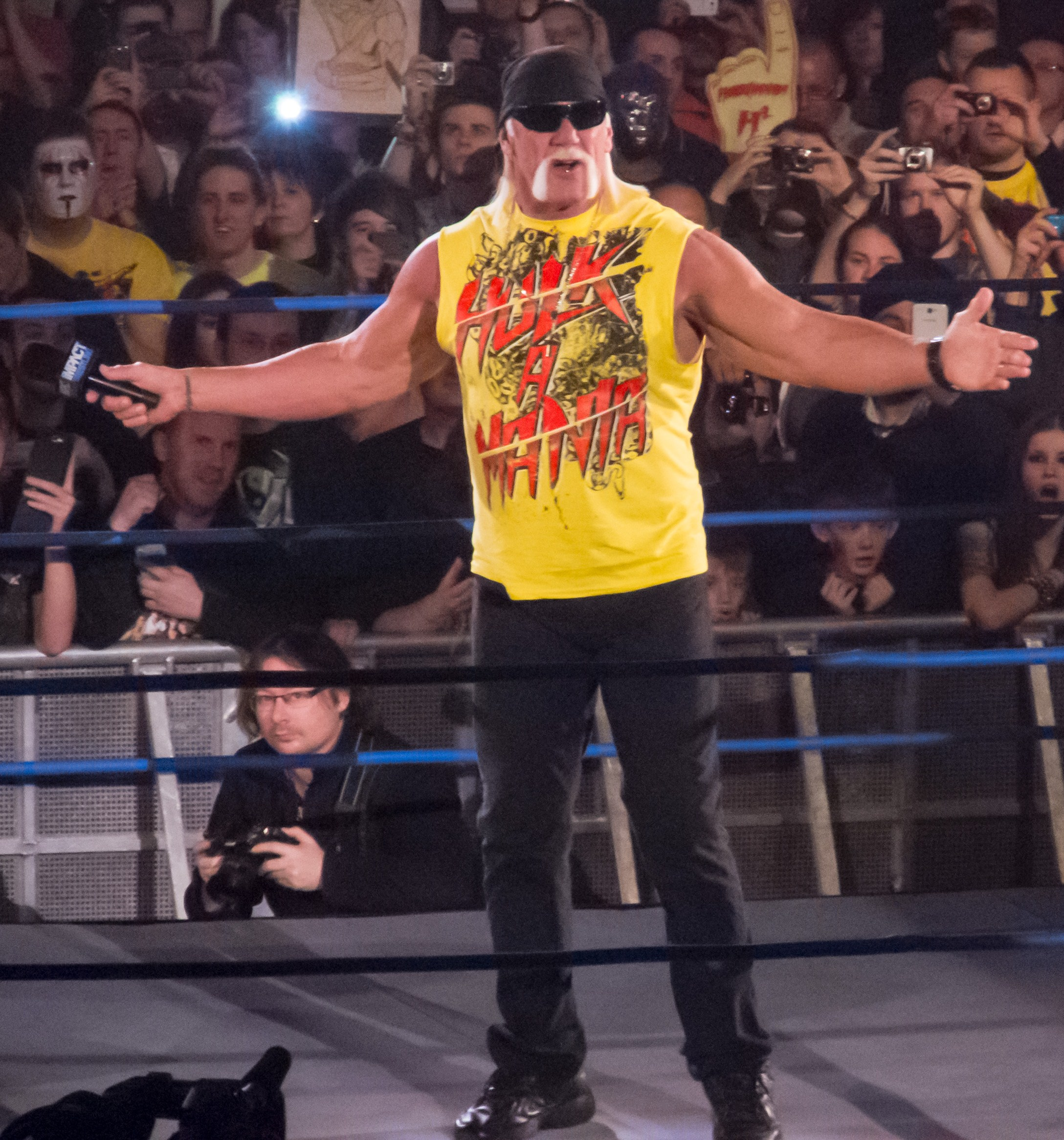
Hulk Hogan no TNA em 2013.

#### O Nascimento da "Hulkamania" e a Rock 'n' Wrestling Connection
Hogan retornou à WWF em 1983, agora sob a visão expansionista de Vince McMahon. Em 23 de janeiro de 1984, em um momento que definiria uma era, Hogan derrotou The Iron Sheik para conquistar o WWF World Heavyweight Championship no Madison Square Garden. O comentarista Gorilla Monsoon exclamou: "A Hulkamania está aqui!". Este evento marcou o início de um fenômeno cultural. Hogan se tornou o herói americano por excelência, exortando seus "Hulkamaniacs" a "treinar, dizer suas orações e tomar suas vitaminas".
O sucesso de Hogan foi amplificado pela "Rock 'n' Wrestling Connection", uma colaboração pioneira com a MTV. A parceria, que envolveu estrelas da música como Cyndi Lauper, levou a luta livre para a audiência mainstream. Isso culminou no primeiro WrestleMania em 1985, onde Hogan formou equipe com a estrela de The A-Team, Mr. T, para derrotar Roddy Piper e Paul Orndorff no evento principal, solidificando a WWF como uma força do entretenimento.

#### O Auge do Herói Americano e Rivalidades Icônicas
O reinado de Hogan foi definido por rivalidades memoráveis. Em 1986, fez uma atuação no programa "The A-Team" (No Brasil, "Esquadrão Classe A"), onde atuou no episódio "Body Slam" (temporada 4, episódio 7), interpretando um amigo de B.A. Baracus (Mr. T).
A rivalidade mais significativa de sua carreira foi contra seu amigo, o até então invicto André the Giant. A tensão foi construída de forma magistral, culminando em um confronto no WrestleMania III em 1987, diante de uma audiência recorde de mais de 93.000 pessoas no Pontiac Silverdome. O momento mais icônico da história da luta livre ocorreu quando Hogan aplicou um body slam em André, que pesava mais de 220 kg, um feito conhecido como "o slam ouvido ao redor do mundo", antes de vencer a luta e reter seu título. Esta luta é frequentemente citada como o auge da explosão da luta livre nos anos 80.

#### The Mega Powers: Aliança e Colapso
Em 1987, Hogan uniu forças com o recém-coroado herói dos fãs, Randy Savage, para formar a dupla "The Mega Powers", gerenciada pela esposa de Savage, Miss Elizabeth. A aliança foi um sucesso estrondoso, mas a WWF plantou sementes de discórdia ao longo de um ano. A crescente paranoia de Savage sobre a amizade de Hogan com Elizabeth e o ciúme de seu status como a principal estrela da WWF levaram a uma implosão espetacular. Em 1989, Savage atacou Hogan nos bastidores, dissolvendo a dupla e estabelecendo o evento principal do WrestleMania V, onde Hogan derrotou Savage para reconquistar o WWF Championship em uma das lutas mais emocionalmente carregadas da história da promoção.

#### Escândalo de Esteroides e Saída
No início dos anos 1990, a popularidade de Hogan começou a diminuir e a WWF enfrentou um escândalo federal sobre o uso de esteroides anabolizantes. Hogan deixou a WWF em 1993. No ano seguinte, durante o julgamento de Vince McMahon por distribuição de esteroides, Hogan foi uma testemunha chave. Sob imunidade, ele testemunhou que usava esteroides desde 1976 para ganho de massa e recuperação de lesões, mas afirmou que Vince McMahon nunca lhe vendeu ou ordenou que usasse as substâncias. Este testemunho foi crucial para a absolvição de McMahon, mas a admissão de Hogan, após anos de negações públicas (incluindo uma famosa aparição no The Arsenio Hall Show), prejudicou sua imagem de herói americano.

### World Championship Wrestling (1994–2000)
Após um hiato, Hogan assinou com a principal rival da WWF, a World Championship Wrestling (WCW), em 1994. Sua estreia foi um sucesso, e ele rapidamente conquistou o WCW World Heavyweight Championship. No entanto, sua persona de herói de vermelho e amarelo logo se tornou obsoleta para o público da WCW, que começou a vaiá-lo.

#### A Virada para o Lado Sombrio: "Hollywood" Hogan e a nWo
Em 7 de julho de 1996, no evento Bash at the Beach, a luta livre mudou para sempre. Durante uma luta entre The Outsiders (Kevin Nash e Scott Hall) e estrelas da WCW, Hogan chocou o mundo ao ser revelado como o misterioso "terceiro homem" dos Outsiders. Ele atacou seu antigo aliado Randy Savage, declarando guerra à WCW e aos seus fãs, a quem chamou de "lixo". Este foi seu primeiro heel turn (virada para vilão) em mais de uma década e deu origem à New World Order (nWo).
Adotando a persona de "Hollywood" Hulk Hogan, ele trocou o vermelho e amarelo pelo preto e branco, deixou crescer uma barba por fazer, e se tornou um vilão arrogante e manipulador que frequentemente pichava "nWo" no cinturão do WCW Championship. A nWo se tornou a força mais dominante na luta livre, e a popularidade da WCW explodiu, levando a empresa a vencer a WWF nas "Monday Night Wars" por 83 semanas consecutivas. Esta reinvenção é amplamente considerada um dos maiores atos de reinvenção de carreira na história do entretenimento.

#### O "Fingerpoke of Doom" e o Declínio da WCW
Apesar do sucesso inicial, a storyline da nWo tornou-se excessivamente complexa e saturada. Em 4 de janeiro de 1999, em um episódio do WCW Monday Nitro, ocorreu um dos momentos mais infames da história da luta livre: o "Fingerpoke of Doom" (O Dedo da Perdição). Em uma luta pelo título mundial, o campeão Kevin Nash, após um breve confronto, simplesmente deitou-se no ringue após um toque de dedo de Hogan, permitindo que ele o vencesse e se tornasse campeão. O ato foi visto como um insulto à inteligência dos fãs e é frequentemente citado por críticos e historiadores como o catalisador criativo que iniciou o declínio terminal da WCW, que acabaria por ser comprada pela WWF em 2001.

### Retorno à WWE (2002–2003)
Após a WCW terminar, Hogan retornou à WWE em fevereiro de 2002 como parte da nWo original com Hall e Nash. No WrestleMania X8, ele enfrentou The Rock em uma luta anunciada como "Ícone vs. Ícone". Apesar de Hogan ser o vilão, a multidão de Toronto o aclamou massivamente, criando uma atmosfera elétrica e forçando uma "dupla virada" (double turn) na qual The Rock assumiu o papel de vilão e Hogan, o de herói. Hogan perdeu a luta, mas o respeito mútuo demonstrado no final solidificou o momento como um dos mais memoráveis da história da WrestleMania. A reação do público levou a um breve, mas último, reinado como Campeão Indiscutível da WWE.

### Total Nonstop Action Wrestling (2009-2013)
Em 2009, Hogan assinou com a Total Nonstop Action Wrestling (TNA) junto com seu parceiro de negócios Eric Bischoff, com a promessa de levar a empresa a competir diretamente com a WWE. Ele rapidamente se tornou uma figura central na programação, eventualmente formando a facção vilanesca "Immortal", que foi amplamente criticada como uma repetição da storyline da nWo. Apesar de alguns momentos de destaque, sua passagem pela TNA é geralmente vista como um fracasso criativo e financeiro que não conseguiu elevar a empresa ao nível da WWE. Hogan deixou a TNA em outubro de 2013.

### Segundo Retorno à WWE (2014–2015)

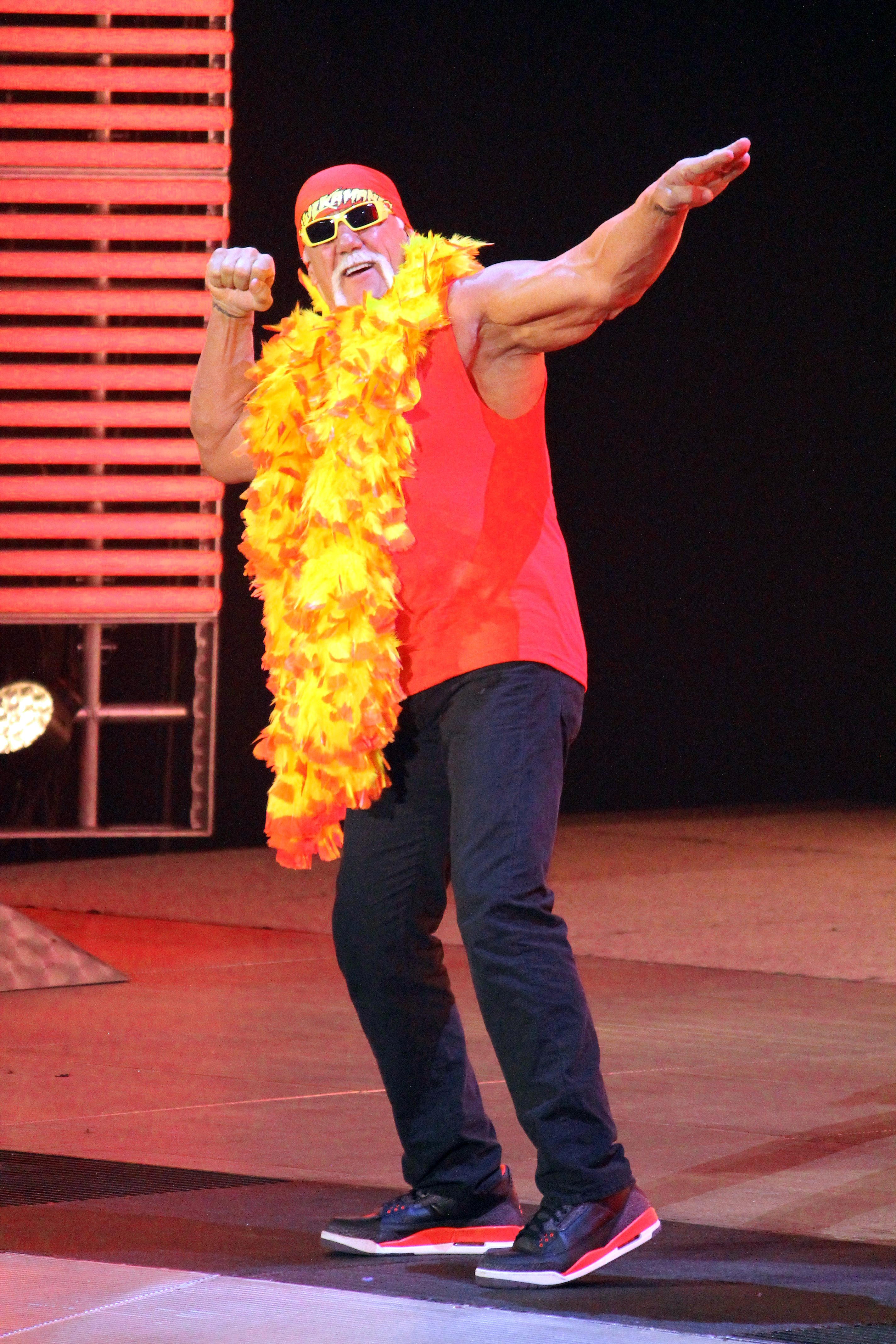
Hogan no Raw em abril de 2014.

Em 21 de fevereiro de 2014, a WWE anunciou que Hogan havia retornado para servir como embaixador e anfitrião do WrestleMania XXX. Ele fez aparições regulares, promovendo a WWE Network e participando de segmentos nostálgicos. No WrestleMania XXX, ele abriu o show com Steve Austin e The Rock em um momento icônico que uniu três das maiores estrelas de diferentes eras.

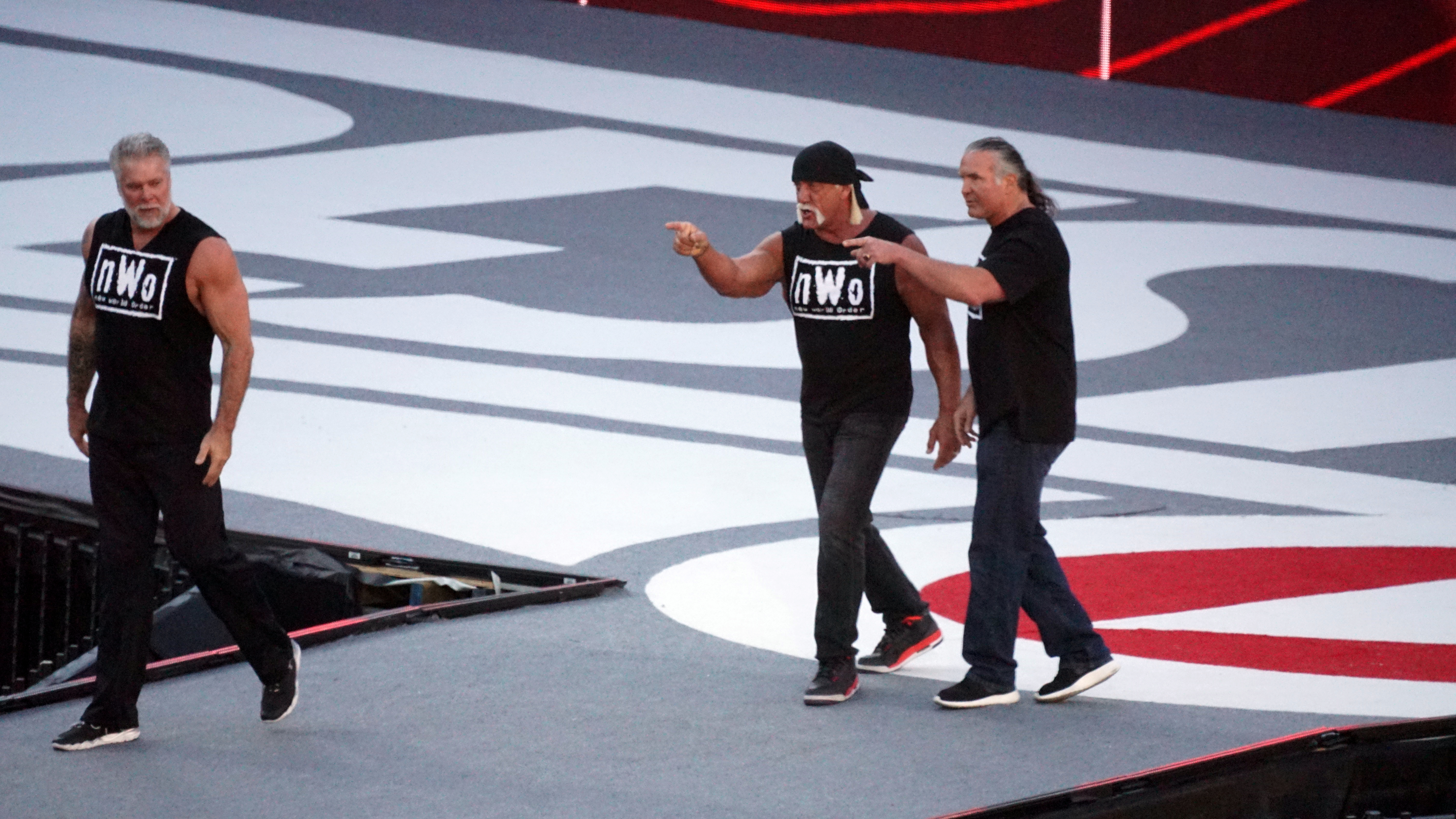
Hogan (centro) com Kevin Nash (esquerda) e Scott Hall (direita) como membros da New World Order no WrestleMania 31, em 2015.

Em 2015, ele atuou como jurado no reality show WWE Tough Enough e, no WrestleMania 31, reuniu-se com Nash e Hall para uma interferência da nWo na luta entre Sting e Triple H.

#### Demissão e Controvérsia Racial
Há oito anos, usei linguagem ofensiva durante uma conversa. Foi inaceitável ter usado as ofensas, não há desculpas para isso e eu peço perdão pelo ocorrido. Isso não é quem eu sou.

Em 24 de julho de 2015, a WWE rescindiu abruptamente seu contrato. A decisão foi tomada após o vazamento de transcrições de uma fita de sexo, gravada sem seu consentimento, na qual Hogan usava repetidamente insultos racistas ao expressar raiva sobre a escolha de namorado de sua filha Brooke. A WWE afirmou estar "comprometida em abraçar e celebrar indivíduos de todas as origens" e removeu quase todas as referências a Hogan de seu site, incluindo sua loja de produtos e seu perfil no Hall da Fama. O advogado de Hogan afirmou que ele havia se demitido.

### Reintegração à WWE e Aparições Posteriores (2018-2025)
Após um período de três anos, durante o qual Hogan fez vários pedidos públicos de desculpas e se envolveu em trabalho voluntário, a WWE anunciou em 15 de julho de 2018 que ele havia sido reintegrado ao seu Hall da Fama. A empresa declarou que a reintegração veio após Hogan se encontrar com superstars da WWE para "ajudá-los a aprender com seus erros". Desde então, ele fez aparições esporádicas para a empresa, como apresentador de eventos e em segmentos comemorativos. 
Sua última aparição relacionada à companhia antes de seu falecimento foi na estreia do Monday Night Raw na Netflix, em 6 de janeiro de 2025. Hogan divulgava sua marca de cerveja, a Real American Beer, e recebeu muitas vaias do público presente no Intuit Dome.

## Vida pessoal

### Família e Reality Show
Hogan foi casado com Linda Claridge de 1983 a 2009, com quem teve dois filhos: Brooke e Nick. A família se tornou conhecida do grande público através do reality show Hogan Knows Best, que foi ao ar de 2005 a 2007 e documentava sua vida doméstica. O programa foi seguido por Brooke Knows Best. O divórcio de Hogan e Linda foi tumultuado e amplamente coberto pela mídia.

### Processo contra a Gawker Media
Em 2012, o site de fofocas Gawker publicou um trecho de uma fita de sexo envolvendo Hogan e a esposa de seu então amigo, o radialista Bubba the Love Sponge. Hogan processou o Gawker por invasão de privacidade. O caso, que foi a julgamento em 2016, tornou-se um debate nacional sobre a Primeira Emenda e os limites da liberdade de imprensa versus o direito à privacidade de figuras públicas. Hogan venceu o processo, sendo-lhe concedida uma indenização de 140 milhões de dólares. O veredito levou a Gawker Media à falência e à sua venda, marcando um momento sísmico no cenário da mídia digital.

### Saúde e crenças
A carreira de Hogan teve um custo físico devastador. Ele passou por dezenas de cirurgias ao longo dos anos, incluindo múltiplos procedimentos na coluna, quadris, joelhos e ombros. Ele frequentemente falou sobre a dor crônica com a qual convivia como resultado de seu estilo de luta de alto impacto.
Em 2023, ele se tornou cristão evangélico e foi batizado na Igreja Batista Indian Rocks em Largo, Flórida.

### Morte
Hogan morreu de parada cardíaca em sua casa em Clearwater, Flórida, em 24 de julho de 2025, aos 71 anos. Sua morte ocorreu apenas um mês depois de ele ter passado por uma complexa cirurgia de fusão espinhal. Sua então esposa, Sky Daily, havia negado relatos recentes de que a saúde de Hogan estava em um estado terminal, afirmando que, embora a cirurgia fosse séria, ele estava se recuperando. A notícia de sua morte súbita gerou uma onda de tributos de todo o mundo do entretenimento e dos esportes.

## Na luta livre profissional

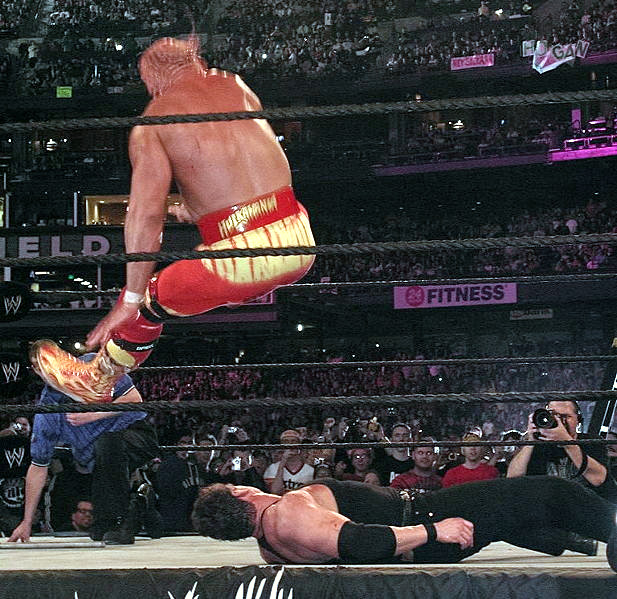
Hogan aplicando seu movimento característico running leg drop em Mr. McMahon no WrestleMania XIX

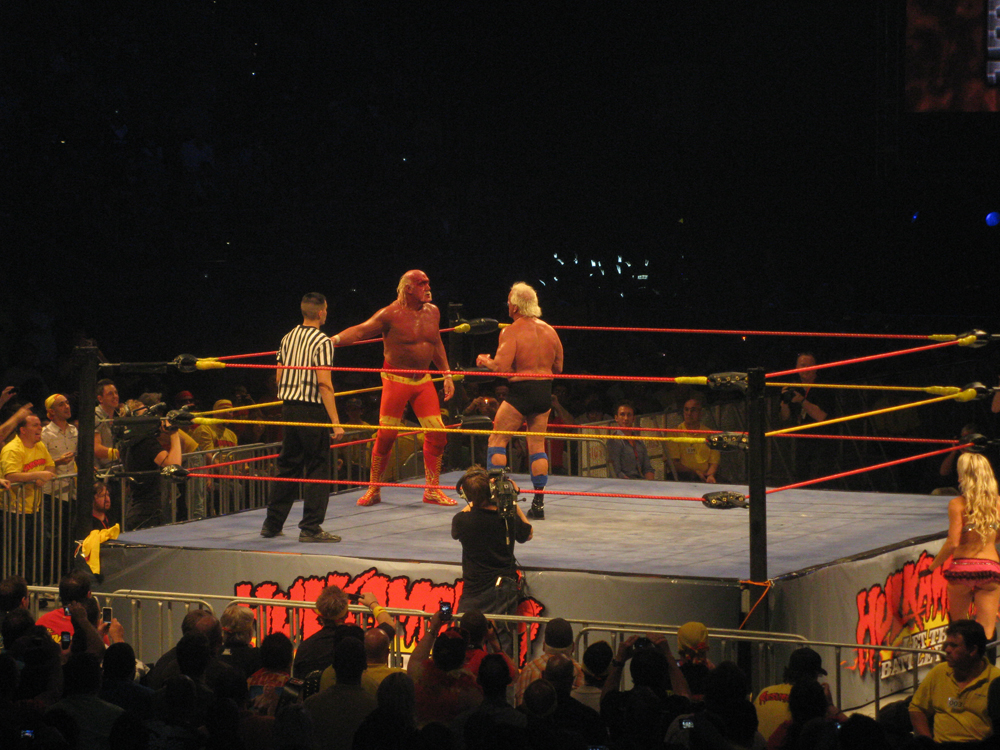
Hogan enfrentando Ric Flair.

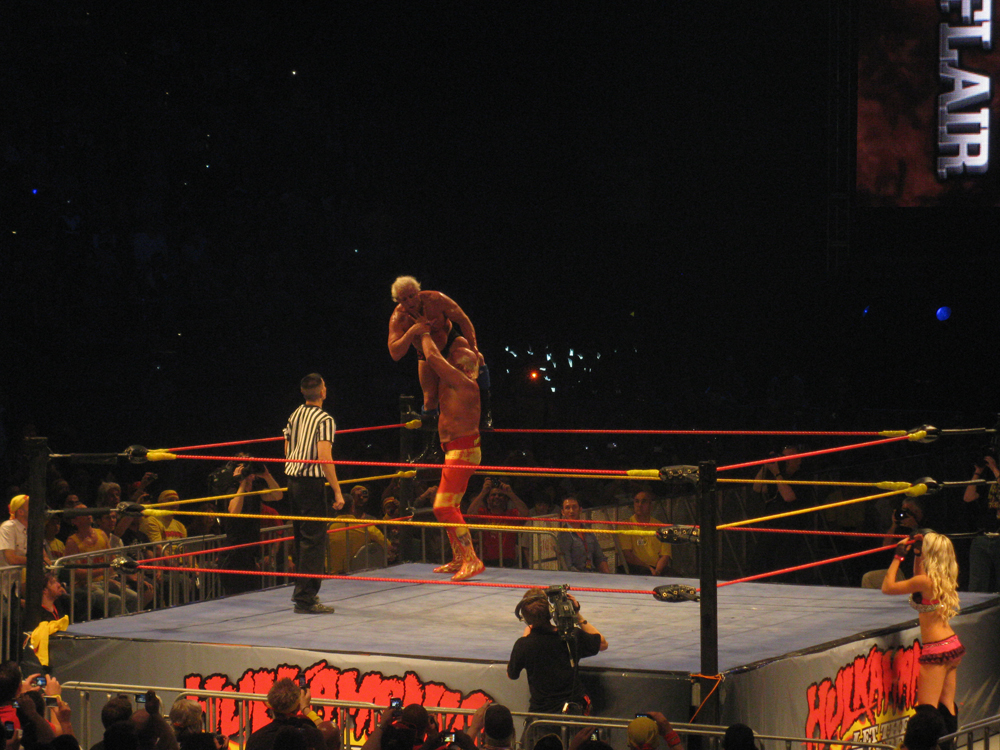
Hogan aplicando um body slam em Flair da corda mais alta.

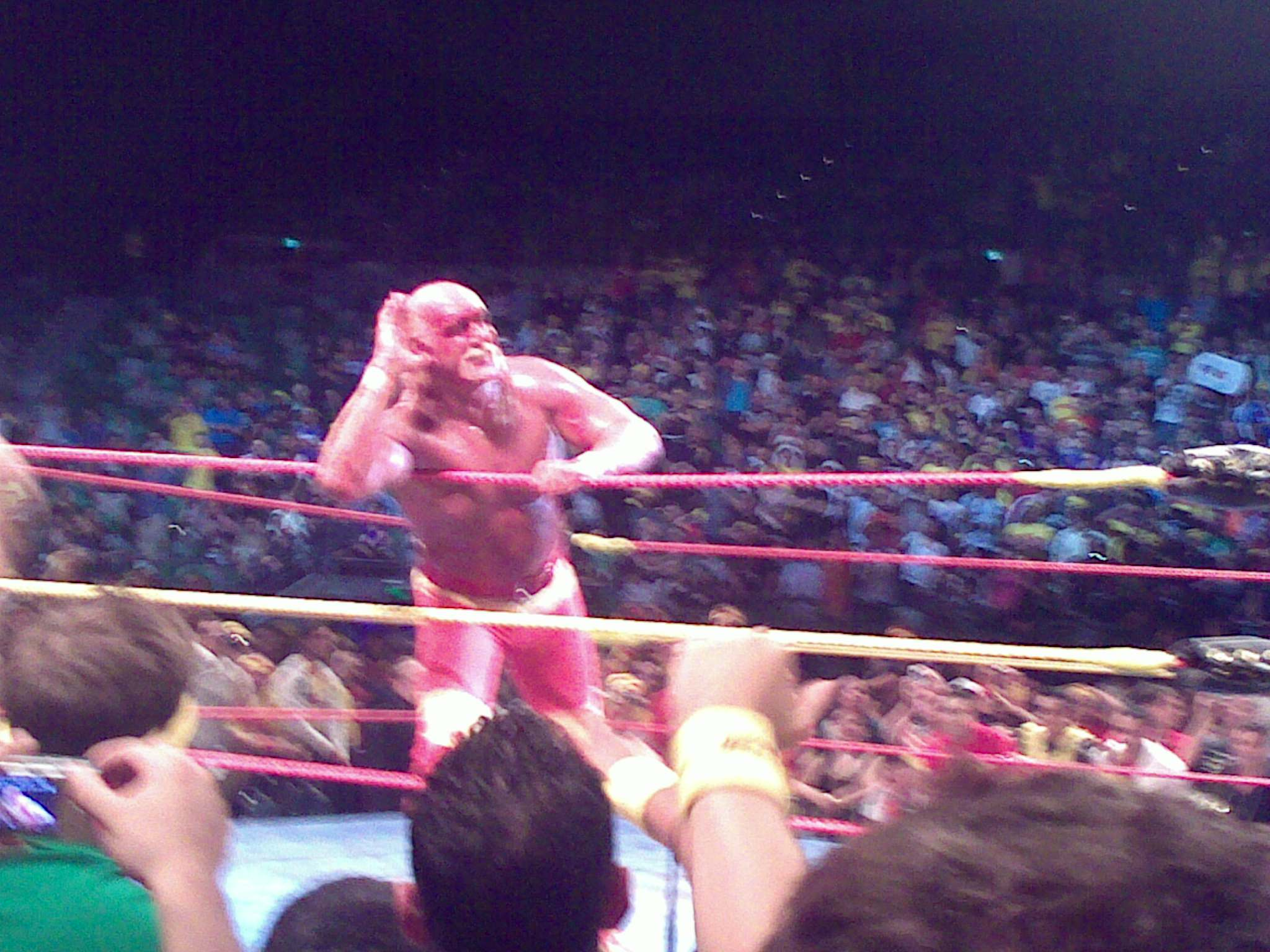
Hogan fazendo a pose de "escutar" o público, um de seus gestos característicos

- Movimentos de finalização
  - Axe Bomber[1] (Crooked arm lariat)[22] – NJPW; usado como movimento secundário na WWF/E/WCW
  - Overhead gutwrench backbreaker rack – 1979–1980
  - Atomic Leg Drop / Leg Drop of Doom (Running leg drop)[1][3]
- Movimentos secundários
  - Atomic drop[23]
  - Bearhug[24]
  - Big boot[1][25]
  - Body slam[1]
  - Chokehold em um oponente sentado ou ajoelhado[24]
  - Elbow drop[24]
  - Múltiplos punches, às vezes seguidos por um wind-up punch[1]
  - Múltiplas variações de suplex[24]
    - Belly to back
    - Snap Suplex, às vezes se transformando em um vertical ou um delayed.
    - Superplex

  - Empurrando o adversário para baixo a partir de um Collar-and-elbow.[24] ** Raking nos olhos ou costas do oponente[1]
  - Tiger Spin (Side headlock passando para um hammerlock passando para um drop toe-hold) – NJPW, adotado de Tiger Mask
- Duplas/Grupos
  - The Mega Powers
  - The Mega-Maniacs
  - New World Order
  - Immortal
- Managers
  - "Captain" Lou Albano
  - "Classy" Freddie Blassie[2]
  - Miss Elizabeth[23]
  - "The Mouth of the South" Jimmy Hart[26]
- Alcunhas
  - "The Fabulous"
  - "The Incredible"
  - "The Hulkster"[1]
  - "The Immortal"[1]
  - "Hollywood"[1]
  - "The Unstoppable Force"[27]
- Temas de entrada
  - "Eye of the Tiger" por Survivor[28] (AWA/WWF/TNA)
  - "Battlestar Galactica Theme" por Maynard Ferguson[29] (NJPW)
  - "Real American" cantado por Rick Derringer e composto por Jim Johnston[30] (WWF/E/NJPW)
  - "Ravishing (Instrumental)" por Bonnie Tyler[29] (WWF; usado durante a storyline The Mega Powers)
  - "American Made" por The Wrestling Boot Band[29] (WCW)
  - "Voodoo Child (Slight Return)" por The Jimi Hendrix Experience[29] (WCW/WWF/E/NJPW)
  - "Rockhouse" por Frank Shelley[31] (WCW/WWF; usado enquanto parte da New World Order)
  - "Kevin Nash/Wolfpac Theme" cantada por C-Murder e composta por Jimmy Hart e H. Helm[32] (WCW; usado enquanto parte da nWo Elite)
  - "Our House" por Dale Oliver (TNA; usado enquanto parte do Immortal)[33]

## Títulos e prêmios
- New Japan Pro Wrestling
  - IWGP Heavyweight Championship (versão original) (1 vez)
  - IWGP League Tournament (1983)[1][34]
  - MSG Tag League Tournament (1982, 1983) – com Antonio Inoki
- Professional Wrestling Hall of Fame and Museum
  - Classe de 2003
- Pro Wrestling Illustrated
  - Retorno do ano (1994, 2002)
  - Rivalidade do ano (1986) vs. Paul Orndorff
  - Luta do ano (1985) com Mr. T vs. Roddy Piper e Paul Orndorff no WrestleMania
  - Luta do ano (1988) vs. André the Giant no The Main Event
  - Luta do ano (1990) vs. The Ultimate Warrior no WrestleMania VI
  - Luta do ano (2002) vs. The Rock no WrestleMania X8
  - Mais odiado do ano (1996, 1998)
  - Lutador mais inspirador do ano (1983, 1999)[35]
  - Lutador mais popular do ano (1985, 1989, 1990)
  - Lutador do ano (1987, 1991, 1994)
  - PWI classificou-o em #1 dos 500 melhores lutadores individuais na PWI 500 em 1991[36]
  - PWI classificou-o em #1 dos 500 melhores lutadores individuais na "PWI Years" em 2003[37]
  - PWI classificou-o em #44 das 100 melhores equipes na "PWI Years" com Antonio Inoki em 2003[38]
  - PWI classificou-o em #57 das 100 melhores equipes na "PWI Years" com Randy Savage em 2003[38]
- Southeastern Championship Wrestling
  - NWA Southeastern Heavyweight Championship (divisão do norte) (1 vez)[1]
  - NWA Southeastern Heavyweight Championship (divisão do sul) (2 vezes)
- Tokyo Sports
  - Luta do ano (1991) vs. Genichiro Tenryu em 12 de dezembro de 1991[39]
  - Estrangeiro mais notável (1983)[40]
- World Championship Wrestling
  - WCW World Heavyweight Championship (6 vezes)[1][41]
- World Wrestling Federation/Entertainment
  - WWE Tag Team Championship (1 vez) – com Edge[1][42]
  - WWF/E Championship (6 vezes)1[1][43]
  - Royal Rumble (1990, 1991)[1][44]
  - WWE Hall of Fame (2 vezes)
    - Classe de 2005 (individual)
    - Classe de 2020 (como membro da New World Order)
- Wrestling Observer Newsletter
  - Melhor Mocinho (1982–1991)
  - Rivalidade do Ano (1986) vs. Paul Orndorff
  - Mais Carismático (1985–1987, 1989–1991)
  - Lutador Menos Favorito dos Leitores (1985, 1986, 1991, 1994–1999)
  - Lutador Mais Embaraçoso (1995, 1996, 1998–2000)
  - Mais Superestimado (1985–1987, 1994–1998)
  - Pior Rivalidade do Ano (1991) vs. Sgt. Slaughter
  - Pior Rivalidade do Ano (1995) vs. The Dungeon of Doom
  - Pior Rivalidade do Ano (1998) vs. The Warrior
  - Pior Rivalidade do Ano (2000) vs. Billy Kidman
  - Pior Lutador (1997)
  - Pior Luta do Ano (1987) vs. André the Giant no WrestleMania III
  - Pior Luta do Ano (1996) com Randy Savage vs. Arn Anderson, Meng, The Barbarian, Ric Flair, Kevin Sullivan, Z-Gangsta e The Ultimate Solution em uma luta Towers of Doom no Uncensored
  - Pior Luta do Ano (1997) vs. Roddy Piper no SuperBrawl VII
  - Pior Luta do Ano (1998) vs. The Warrior no Halloween Havoc
  - Wrestling Observer Newsletter Hall of Fame (Classe de 1996)[45]

1 ↑ O sexto e último reinado de Hogan com o título principal da WWE foi como Campeão Indiscutível da WWF. O título foi renomeado para Campeonato Indiscutível da WWE em 6 de maio de 2002, depois da World Wrestling Federation Entertainment perder um processo legal para a World Wide Fund for Nature pelo direito do uso da sigla "WWF", e tornar-se simplesmente World Wrestling Entertainment.